# Ковалевська Тетяна Юріївна
Тетя́на Ю́ріївна Ковале́вська (*15 січня 1960) — професор кафедри української мови філологічного факультету Одеського національного університету імені Мечникова, доктор філологічних наук.
Закінчила філологічний факультет Одеського національного університету ім. І. І. Мечникова.
В 1994 році вона захистила кандидатську дисертацію на тему «Стилістичний потенціал космічних назв в українській поезії XIX — XX ст.».
В 1998 році Ковалевській  було присвоєно вчене звання доцента, а 2004 —  професора.
У 2002 році захистила докторську дисертацію на тему «Моделювання емпатії в сучасній українській мові», яка стала першою в Україні, присвяченою проблемам впливу із застосуванням новітніх технологій нейролінгвістичного програмування та сугестивної лінгвістики.
Наукові інтереси професора Ковалевської — розробка проблем мовного і мовленнєвого впливу, сугестивної лінгвістики, нейролінгвістичного програмування.
Керує науковою темою «Сугестія: джерела, механізми, захист»; розробила 5 авторських лекційних курсів; є автором більше 110 наукових праць, а також підручників, посібників та методичних рекомендацій (в тому числі — навчальний посібник для державних службовців «Основи ефективної комунікації» та асоціативний словник рекламної лексики).
Під керівництвом Ковалевської захищено 4 кандидатські дисертації та підготовлено до захисту 1 докторську дисертацію зі спеціальності «Державне управління».
З 2005 року Ковалевська — заступник голови спеціалізованої ради із захисту дисертацій Одеського національного університету ім. І. І. Мечникова.
Тетяна Ковалевська є єдиним представником Одеського регіону, обраним членом експертної ради Вищої Атестаційної Комісії України (з 2006 року).
Почесна відзнака Міського голови Одеси.

## Наукові роботи

### Монографії
- Комунікативні аспекти нейролінгвістичного програмування / Ковалевська Т.Ю. - Одеса: Астропринт, 2001. - 344 с.

### Підручники, посібники
- Орфографічно-орфоепічний практикум з сучасної української літературної мови: навч. посібник / Ковалевська Т.Ю., Фащенко М.М.,

Антонюк О.В. та ін / Відп. ред М.М. Фащенко. - Одеса: Астропринт, 2003. - 240 с. 
- Основи ефективної комунікації: навчальний посібник: порадник управлінцю на кожен / Ковалевська Т.Ю., Броніковка С.А. - Одеса:

Фенікс, 2008. - 140 с.

### Словники
- Асоціативний словник української рекламної лексики / Ковалевська Т., Сологуб Г., Ставченко А. - М.: "Наука і, 2001. - 116 с